# Нардія землекелихова
Нардія землекелихова (Nardia geoscyphus) — вид печіночників порядку юнгерманіальних (Jungermanniales).

## Поширення
Батьківщиною є Європа, Макаронезія Азія, Північна Америка, Нова Зеландія.
Росте у світлих або злегка тінистих місцях на помірно сухому або вологому, без вапна, але часто багатому гумусом, піщаному або суглинистому ґрунті; його також можна знайти на (приземлених) скелях.

## Характеристика
Розпростерті рослини мають довжину до 1 сантиметра і утворюють зелені або світло-коричневі, зазвичай менші килимки. Стебла вкриті ризоїдами і мають щільне листя. Похило виросле листя приблизно кругле і зазвичай розділене на дві тупі частки з неглибоким розрізом. Підлистки ланцетні й зазвичай повністю розвинені лише на кінчику родючих стебел; в інших випадках вони часто лише рудиментарні. Клітини листя тонкостінні, мають значно потовщені кути клітин і мають розмір близько 45 мікрометрів у середині листка. Кожна клітина містить два-три досить великі масляні тільця. Статевий розподіл дводомний. Спорогони поширені, виводкові тіла відсутні.